# Bargen (Schaffhausen)
Bargen je najsjevernije mjesto u Švicarskoj u kantonu Schaffhausen.

## Zemljopis
Bargen je najsjevernije mjesto u Švicarskoj i sastoji se iz dva dijela Oberbargen (Gornji Bargen) i Niederbargen (Donji Bargen) te je nekoliko kilometara sjeverno od grada Schaffhausena s oko 250 m nadmorske visine. I tamo je najsjeverniji granični prijelaz Švicarske.

## Povijest
884. godine Bargen se prvi put spominje pod imenom Paragen.

## Stanovništvo
Prema službenim statistikama popisa stanovništva Bargena.
| Godina | Broj stanovnika |
| ------ | --------------- |
| 1850.  | 327             |
| 1900.  | 226             |
| 1950.  | 203             |
| 1990.  | 211             |
| 2002.  | 237             |
| 2010.  | 249             |

## Gospodarstvo
Većinom se živi od poljoprivrede.

## Vanjske poveznice
- Službena stranica